# White Oak (Karolina Północna)
White Oak – jednostka osadnicza w Stanach Zjednoczonych, w stanie Karolina Północna, w hrabstwie Bladen.